# Clare Carey
Clare Carey (República de Rodesia, 11 de junio de 1967) es una actriz estadounidense de cine y televisión. Nació en Rodesia debido a que sus padres se encontraban realizando una misión católica en ese país.

## Carrera
Su papel más reconocido en televisión fue el de Kelly Fox en la comedia estadounidense Coach, además de interpretar a Macy Carlson, la madre de las gemelas Olsen en la serie So Little Time. Actuó de manera regular en las series Point Pleasant, en el papel de Sarah Parker, Jericho como Mary Bailey y Crash como Christine Emory. Hizo una aparición en el episodio "Life Before His Eyes" en la serie NCIS, interpretando a Ann Gibbs, madre de Leroy Jethro Gibbs, personaje interpretado por el actor Mark Harmon.

## Filmografía
- Soul Mates  (2014) - Zoe
- Unrequited (2010) - Ruth Jacobs
- Doc West (2009) - Denise Stark
- Flu Bird Horror (2008) - Dra. Jacqueline Hale
- La Cucina (2007) - Celia
- Shredderman Rules (2007) - Madre
- Blind Spot (2007) - Susan West
- Smokin' Aces (2006) - Laverne
- Submission (2006) - Samantha Davis
- 44 Minutes: The North Hollywood Shoot-Out (2003) - Esposa de Frank
- Home Alone 4 (2002) - Kate McCallister
- Crocodile Dundee in Los Angeles' (2001) - Skater
- Echo (1997) - Tess Lewis
- Them (1996) - Kelly Black
- Obsessed (1992) - Andie Bledsoe
- The super mario bros. super show (1988) - android
- Uninvited (1988) - Bobbie
- Waxwork (1988) - Gemma
- Once Upon a Texas Train (1988) - Meg Boley
- Zombie High (1987) - Mary Beth